# Adlumia
Adlumia, biljni rod iz porodice makovki. Postoje dvije vrste, jedna iz istočne Azije i Ruskog dalekog istoka (A. asiatica) i druga s istoke Sjeverne Amerike (A. fungosa).
Rod je dobio ime po američkom vinogradaru Johnu Adlumu (1759. – 1836.).

## Vrste
- Adlumia asiatica Ohwi
- Adlumia fungosa (Aiton) Britton, Sterns & Poggenb.

## Sinonimi
- Bicuculla Borkh.